# バーリントン (バーモント州)

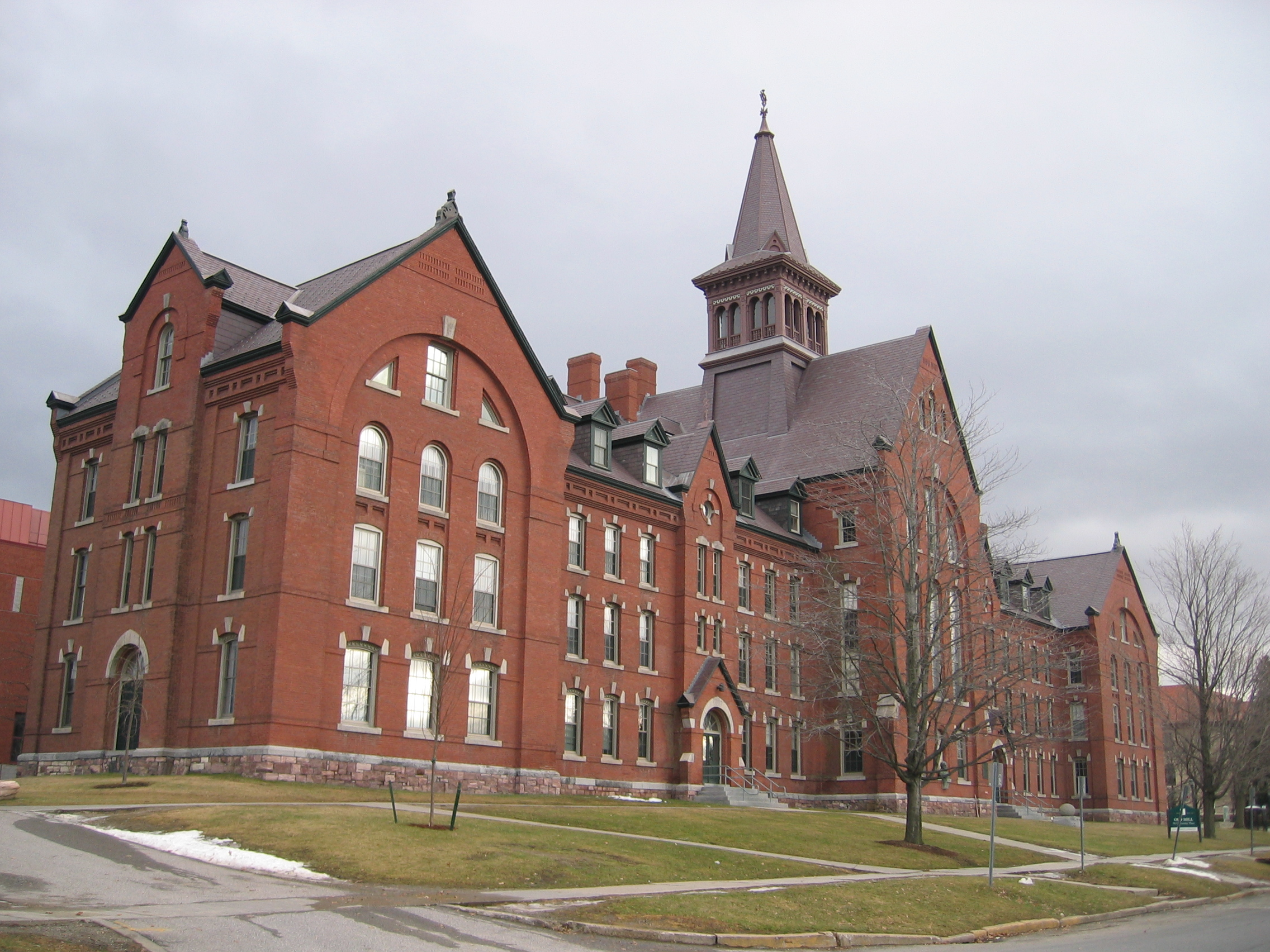
バーモント大学

バーリントン（Burlington）は、アメリカ合衆国バーモント州のチッテンデン郡にある都市。同郡の郡庁所在地である。人口は4万4743人（2020年）で、バーモント州最大の都市である。全米第6の広さがあるシャンプレーン湖の湖岸に位置する。
バーリントンはバーモント大学の所在地である。バーモント大学は1791年創立の伝統ある中規模州立大学で、カリフォルニア大学バークレー校やヴァージニア大学などと共に「パブリック・アイビー」と称される名門である。特に農学や生命科学の分野で有名である。このほかにもバーリントンには数校の大学がキャンパスを構え、市は学生の多い、活気のある学園都市である。
また、バーリントンは、日本での知名度はあまり高くないが、観光都市としての性格も持っている。夏には湖に面した避暑地として、冬は州内のストウやニューヨーク州レークプラシッドなど有名スキーリゾートへの拠点として賑わう。

## 都市概観

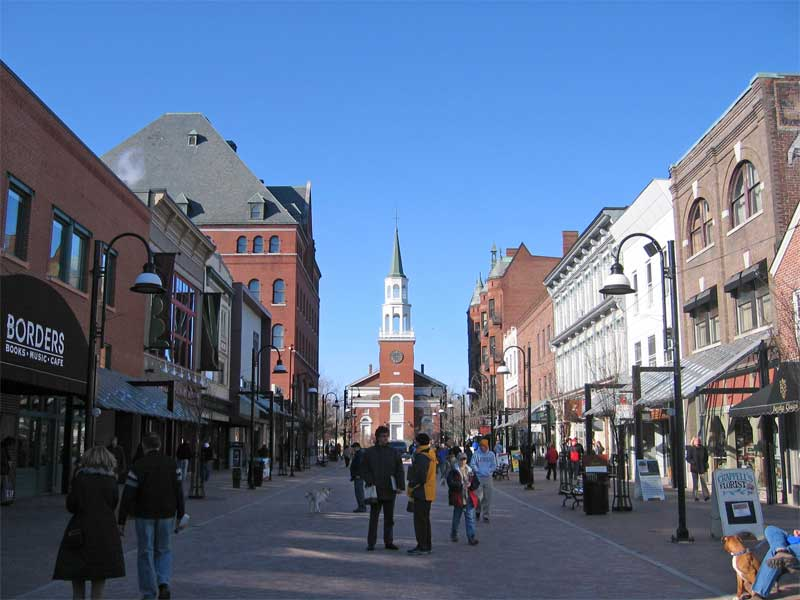
チャーチ・ストリート

バーリントンのダウンタウンはシャンプレーン湖を見下ろす丘の上に形成されている。市のメインストリートはチャーチ・ストリートである。特にその中心となるマーケット・プレイスは各種ショップやレストランが集中し、地元住民・学生・旅行客で賑わう。バーリントン市庁舎もマーケット・プレイス沿いに立地している。また、夜にはロック・ヒップホップ・ジャズや各種電子音楽のライブ演奏が至るところで行われている。
丘のさらに上の方、ダウンタウンの東側にはバーモント大学のキャンパスが広がる。
バーモント大学のキャンパス付近やシャンプレーン湖畔をはじめ、ダウンタウンの至る通りには自転車道が整備されている。シャンプレーン湖畔はかつては廃工場や古倉庫が建ち並び、廃墟に近い状態であったが、1990年代に公園・遊歩道・各種レクリエーション施設を建設して整備され、現在では対岸のアディロンダック山地の山々を望む憩いの場になっている。夏にはシャンプレーン湖でヨットを楽しむ人も多い。

## 歴史
この地に入植が始まったのは1770年代にアレン兄弟がウィノースキー川の滝線に砦を建設した頃からである。独立戦争後にこの地は整備され、農業が起こった。1787年に初めて町会が開催され、1791年にはバーモント大学がバーモント農業大学として創立された。1812年頃にはカナダ産木材の輸入港として栄え、人口2,000人を数えた。1812年のイギリスとの戦争においては、バーリントンは陸軍の集合地や野戦病院としての役割を果たした。
1823年にはハドソン川とシャンプレーン湖を結ぶシャンプレーン湖運河が完成し、バーリントンはニューヨークとモントリオールを結ぶこの水上交通路上の重要な港湾都市になった。1830年代に入ると、バーリントンは急成長を始めた。1849年にラトランド・アンド・バーリントン鉄道が、1862年に中央バーモント鉄道が開通すると、ニューイングランドやケベック州各地へ牛乳を売ることができるようになり、バーリントン一帯は酪農の中心地となった。1864年には町の北部が市制を施行し、バーリントンはバーモント州初の市に昇格した。このとき町の南部はサウス・バーリントン町（現在は市）になった。1885年には市内に路面電車の営業運転が始まった。路面電車の営業は1929年まで続いた。

## 地理
バーリントンは、北緯44度28分0秒 西経73度9分0秒 / 北緯44.46667度 西経73.15000度に位置している。州都モントピリアの西約65km、カナダ・ケベック州の大都市モントリオールの南約150kmに位置している。
アメリカ合衆国統計局によると、バーリントン市は総面積40.1 km2 (15.5 mi2) である。このうち27.4 km2 (10.6 mi2) が陸地で12.7 km2 (4.9 mi2) が水地域である。総面積の31.78%が水地域となっている。

## 気候
バーリントンの気候はカナダのそれに近く、冷涼な夏と寒さの厳しい冬に特徴付けられる。霜の降りない夏の期間は4ヶ月ほどである。一方、冬は氷点下の日が3ヶ月にわたってほぼ毎日続く。年間降水量は約1,000mmである。年間降雪量は200cmにも達する。ケッペンの気候区分では、Df（亜寒帯湿潤気候）に属する。

## 産業・交通
バーリントンはバーモント大学をはじめ、バーリントン・カレッジやシャンプレーン・カレッジなどを抱える大学都市である。大企業こそIBMの半導体工場が東郊のエセックス・ジャンクション村に立地するのみであるが、バーリントン市内および周辺には数多くの中小企業やサービス業が発達している。
バーリントンはバーモント州の芸術を主とした隔週刊の新聞、Seven Days紙の本拠地である。スノーボード製造・販売大手であるバートン・スノーボードや、ベーグル店チェーン、ブルーガーズ社（Bruegger's）も本社をバーリントンに置いている。アイスクリーム店チェーン大手、ベン&ジェリーズ（Ben&Jerry's）の創業の地はバーリントンである。現在では同社は南郊のサウス・バーリントン市に本社を、ウォーターベリー市に生産拠点をそれぞれ置いている。
バーリントンの玄関口となっている空港はダウンタウンの東約5kmに位置するバーリントン国際空港である。主要航空会社のハブ空港をはじめ、全米から航空機の便がある。
市の東を州間高速道路I-89が通っている。I-89はボストンとニューハンプシャー州・バーモント州を結ぶ州の重要な高速道路である。ボストンまでは車で4時間ほどである。
ダウンタウンの南にはバーモント交通のバスターミナルがあり、ボストン・モントピリア・オールバニなどへバスの便が通じている。同社はグレイハウンドと提携している。
バーリントンからは2ヶ所のアムトラックの駅を利用することができる。1つは東郊8kmのエセックス・ジャンクション村にある駅で、ニューヨークとバーモント州各地を結ぶ中距離列車バーモンター号が停車する。もう1つはシャンプレーン湖をフェリーで渡り、対岸のニューヨーク州ポート・ケントにある駅を利用する。この駅にはニューヨークとモントリオールを結ぶ国際列車アディロンダック号が停車する。
市内の交通としては、チッテンデン郡交通局（CCTA）が運営する路線バスがダウンタウンをカバーしている。同局は空港へのシャトルバスも走らせている。

## 人口動静
以下は2000年国勢調査における人口統計データである。
| 基礎データ - 人口: 38,889人 - 世帯数: 15,885世帯 - 家族数: 7,052家族 - 人口密度: 1,421.9人/km2（3,682.0人/mi2） - 住居数: 16,395軒 - 住居密度: 599.4軒/km2（1,552.3軒/mi2） 人種別人口構成 - 白人: 92.27% - アフリカン・アメリカン: 1.78% - ネイティブ・アメリカン: 0.47% - アジア人: 2.65% - 太平洋諸島系: 0.02% - その他の人種: 0.54% - 混血: 2.27% - ヒスパニック・ラテン系: 1.40% 年齢別人口構成 - 18歳未満: 16.3% - 18-24歳: 25.4% - 25-44歳: 31.0% - 45-64歳: 16.8% - 65歳以上: 10.5% - 年齢の中央値: 29歳 - 性比（女性100人あたり男性の人口） - 総人口: 93.2 - 18歳以上: 90.7 | 世帯と家族（対世帯数） - 18歳未満の子供がいる: 21.3% - 結婚・同居している夫婦: 31.4% - 未婚・離婚・死別女性が世帯主: 10.0% - 非家族世帯: 55.6% - 単身世帯: 35.6% - 65歳以上の老人1人暮らし: 8.2% - 平均構成人数 - 世帯: 2.19人 - 家族: 2.86人 収入と家計 - 収入の中央値 - 世帯: 33,070米ドル - 家族: 46,012米ドル - 性別 - 男性: 30,144米ドル - 女性: 25,270米ドル - 人口1人あたり収入: 19,011米ドル - 貧困線以下 - 対人口: 20.0% - 対家族数: 10.4% - 18歳未満: 19.4% - 65歳以上: 10.5% |

## 姉妹都市
- ヤロスラヴリ、ロシア
- アラド、イスラエル
- プエルト・カベサ、ニカラグア
- ベツレヘム、パレスチナ
- モスポイント、ミシシッピ州、アメリカ合衆国
- 西宮市、兵庫県、日本